# Независимост (улица във Велико Търново)
„Независимост“ е централна улица в самия център на Велико Търново.
Улицата е основна пътна артерия в града. Започва да се застроява с буржоазни къщи от края на XIX век. Тези къщи са били собственост на видни търновци: фамилии лекари, адвокати, старите банкери и майстори. При някои от къщите на първия етаж е имало дюкян или бакалия, а втория е бил жилищен или там се е помещавала кантора. През XX век на улицата е имало Вегетариански ресторант. През 1985 година на улицата е построен Градски универсален магазин (днес Търговски център „Европа“). През годините улицата е носила имената: „Булевард“, „22-ри септември“, „Макензен“, „Георги Димитров“.
Простира се от площад „Майка България“ до „Паметник на обесените през 1876 въстаници“.

## Обекти
- Централна поща
- Факултет по изобразителни изкуства към Великотърновски университет